# Laena cooteri
Laena cooteri – gatunek chrząszcza z rodziny czarnuchowatych i podrodziny omiękowatych.
Gatunek ten został opisany w 2008 roku przez Wolfganga Schawallera. Miejsce typowe znajduje się w Huanggan Shan w rezerwacie Wuyi Shan.
Chrząszcz o ciele długości od 4 do 5,2 mm. Przedplecze o brzegach bocznych obrzeżonych, kątach tylnych zaokrąglonych, tylnej krawędzi nieobrzeżonej; jego powierzchnia pokryta rozproszonymi, grubymi, opatrzonymi długimi szczecinkami punktami. Na pokrywach brak rowków, występują tylko ułożone w rzędy punkty, wielkością zbliżone do tych na przedpleczu i opatrzone długimi, wzniesionymi szczecinkami. Punkty na międzyrzędach niewyraźne i również opatrzone szczecinkami. Odnóża obu płci z dwoma nierównej wielkości zębami na każdym udzie.
Owad endemiczny dla Chin, znany z Jiangxi i zachodniego Fujianu.